# Regele Leu
Regele Leu (engleză The Lion King) este un film de animație lansat în 1994, produs de Walt Disney Feature Animation, regizat de Roger Allers și Rob Minkoff, și lansat de Walt Disney Pictures și Buena Vista Distribution pe 15 iunie 1994 în Statele Unite. Este al 32-lea film din seria de filme animate Disney, serie care a început în 1937 o dată cu Albă ca Zăpada și cei șapte pitici, și filmul de animație clasică cu cele mai importante încasări din toate timpurile. Reprezintă, de asemenea, punctul cheie din epoca Renașterii Disney (1989-1999). Filmul urmărește viața lui, Simba, un leu din Africa care învață despre locul său în "cercul vieții" și trece printr-o serie de obstacole pentru a deveni regele de drept.
Un film muzical, având melodii compuse de Elton John și versurile lui Tim Rice, cu o coloană sonoră compusă de Hans Zimmer. Coloana sonoră și una din melodii au câștigat premiul Oscar. Astfel, compania Disney a luat decizia producerii după aceea a două filme legate strâns: continuarea The Lion King II: Simba's Pride și un semiprequel/semicontinuare, Regele Leu 3: Hakuna Matata  (The Lion King 3: Hakuna Matata/The Lion King 1½).
Vocea lui Zazu în limba română este asigurată de Claudiu Bleonț. 

## Sinopsis

Posterul original al filmului

Acțiunea se petrece în locul fictiv Pride Lands din Africa, unde un leu este conducătorul tuturor animalelor ca rege. La începutul filmului, Rafiki, un mandril shaman, îl prezintă pe Simba, noul pui născut al regelui Mufasa și al reginei Sarabi, unei adunări al animalelor la Pride Rock, un fel de castel al regatului. Între timp, fratele mai tânăr al lui Mufasa, Scar, realizează că nu mai este moștenitorul tronului și pune la cale să îl ucidă pe Simba și pe Mufasa.
Scar atrage curiozitatea lui Simba pentru cimitirul de elefanți, un loc dincolo de granițele Pride Lands, unde Mufasa i-a interzis lui Simba să meargă. Simba își ia prietena sa, Nala, la cimitirul de elefanți, unde sunt fugăriți de Shenzi, Banzai și Ed, hienele loiale lui Scar, fiind în final salvați de Mufasa. Scar devine furios deoarece au eșuat să îi omoare pe pui. Punând la cale un nou plan, adună toate hienele și le promite că dacă va deveni rege, nu vor mai înfometa niciodată. Mai târziu, Scar îl ademenește pe Simba în ceea ce el numește o surpriză de la tatăl său. Între timp, hienele sperie un grup de antilope și pornesc o cireadă. Alertat prin minciună de Scar, Mufasa pornește să își salveze fiul dar, după ce reușeste, este ucis de către Scar. Acesta îl convinge pe Simba că el este responsabil pentru moartea tatălui său și îi recomandă să părăsească teritoriul și să nu se mai întoarcă niciodată. Pentru a se asigura de asta, trimite hienele pentru a-l ucide dar, după ce Simba ajunge într-o zonă plină de spini, hienele se opresc și îl amenință că îl omoară dacă se mai întoarce vreodată. Reușind să îi convingă pe toți că Simba și Mufasa au fost uciși, Scar devine rege, fiind cel mai apropiat ca rudă de Mufasa.
Simba ajunge într-un deșert, unde este găsit de Timon și Pumba, care îl adoptă și îl cresc în stilul lor de viață. După ce Simba crește, se întâlnește cu prietena lui, Nala, care îi spune că tirania lui Scar a distrus tot teritoriul Pride Lands. Îi cere lui Simba să se întoarcă pentru a deveni rege dar acesta refuză, simțindu-se încă vinovat pentru moartea tatălui său. Totuși, după ce este convins de Rafiki și de fantoma tatălui său, Simba se întoarce împreună cu Nala, Timon și Pumba.
O dată întors, Simba se confruntă cu unchiul său iar adevărul despre moartea lui Mufasa este spus de însuși Scar. Începe o confruntare între lei și hiene în timp ce Simba se luptă cu Scar. Spre finalul luptei, Scar dă toată vina pe hiene, dar ei au auzit conversația lui cu Simba. Simba reușește să își învingă unchiul, aruncându-l într-o prăpastie. Hienele își înconjoară conducătorul decăzut și trădător și îl omoară, mâncând-ul de viu.
Cu regele de drept pe tron, totul revine la normal. Filmul se încheie cu Rafiki ridicând noul copil al lui Simba, continuând "cercul vieții".

## Producția
Regele Leu a fost numit King of the Jungle la începutul producției. Ca și în cazul filmului Bambi (1942), producătorii au studiat viața leilor adevărați, iar unii producători au mers în Kenya pentru a studia habitatul lor natural care va fi folosit în film.
Utilizarea semnficativă a calculatoarelor în film a permis producătorilor să-și pună în practică ideile în noi moduri. Animația pe calculator s-a folosit cel mai mult în scena cu antilopele. Câteva antilope au fost create 3D pe calculator după care au fost multiplicate în câteva sute.
Regele Leu a fost cândva considerat secundar lui Pocahontas, deoarece au fost produse simultan. Majoritatea producătorilor au lucrat pe Pocahontas deoarece considerau că din cele două producții, Pocahontas va fi cel mai bun. Cu toate acestea, când cele două filme au fost lansate, Regele Leu a fost cel mai bun din toate punctele de vedere, cu toate că ambele filme au fost un succes și au primit laude din partea criticii.

## Personajele
Spre deosebire de filmele Disney precedente care au folosit actori mai puțin cunoscuți pentru voci, aproape toate vocile din Regele leu sunt realizate de actori cunoscuți.
- Simba, având ca voce pe Jonathan Taylor ca pui și pe Matthew Broderick ca adult este moștenitorul lui Mufasa.La început începe să învețe despre cercul vieții de la tatăl lui.După moartea lui Mufasa crezându-se vinovat ,este fugărit de cele trei hiene și ajunge să fie găsit de Timon și Pumba.La sfârșit,ajunge Regele Leu după ce îl omoară pe Scar.
- Scar, având ca voce pe Jeremy Irons, este antagonistul filmului și fratele lui Mufasa, care obține tronul prin uzurpare.Deși reușește,domnia sa nu durează mult.La sfârșit,când își roagă trio-ul de hiene să-l ajute acestea îl omoară.
- Nala,având ca voce pe Sally Dworsky,este prietena din copilărie a lui Simba.Ea ajunge și soția personajul principal.Ea vine în timp ce Simba se află cu Timon și Pumba și-l roagă să se întoarcă înapoi,la început crezând că este un leu oarecare.
- Mufasa, având ca voce pe James Earl Jones, este regele teritoriului Pride Lands și tatăl lui Simba.El îi povestește lui Simba despre cercul viețiiși înainte de a muri își salvează fiul din ghearele fratelui său,Scar.
- Timon și Pumba, având ca voci pe Nathan Lane (Timon) și pe Ernie Sabella (Pumbaa), sunt o pereche comică dintre o suricată și un mistreț care trăiesc sub filozofia lor "Hakuna Matata" (fără griji).După ce vine Nala,ei cred că acum vor rămâne doi,iar Simba va pleca cu ea.În timpul luptei ei devin doi Hawaiani,încercând să le distragă atenția hienelor.
- Rafiki, având ca voce pe Robert Guillaume, este un mandril înțelept care prezintă noii prinți ai regatului.Este ca un botezător.
- Zazu, având ca voce pe Rowan Atkinson, este majordomul loial al lui Mufasa.El trebuia să aibă grija de Simba și Nala,dar cei doi îl păcălesc și îi distrag atenția,aceștia ducându-se în cimitirul elefanților.La un momendat este prins de Scar.
- Shenzi, Banzai și Ed, având ca voci pe Whoopi Goldberg (Shenzi), Cheech Martin (Banzai) și Jim Cummings (Ed), sunt un trio de hiene care îl asistă pe Scar.

## Reacție

### Încasările
Regele leu a devenit filmul cu cele mai bune încasări în toată lumea pe anul 1994, acumulând 783,841,776 $, din care 328,541,776 $ în SUA și 455,300,000 $ în toată lumea, aflându-se actualmente pe locul 25 în topul filmelor cu cele mai bune încasări ale tuturor timpurilor, la egalitate cu Spider-Man 2 (în 1994 se afla pe locul 4 în topul filmelor cu cele mai bune încasări din istorie).
A deținut recordul pentru filmul de animație cu cele mai bune încasări, fiind depășit de În căutarea lui Nemo în 2003. Deorece Shrek 2 l-a învins pe Finding Nemo în 2004, acum se află pe locul 3. Cu toate acestea, rămâne pe locul 1 la categoria filmelor de animație clasică. Deține, de asemenea, locul 1 în topul încasărilor pe spectacol.

### Premii
Filmul a câștigat două premii Oscar: Cea mai bună coloană sonoră originală și Cea mai bună melodie ("Can You Feel The Love Tonight"). Pe lângă aceleași categorii câștigate la Globurile de Aur, a mai câștigat premiul pentru Cel mai bun film - muzical sau comedie. Din mai 2007, filmul a intrat în TOP 250 al filmelor IMDb după opinia spectatorilor. În mai 2008, Institutul American de Film a clasat The Lion King pe locul 4 în topul celor mai bune 10 de filme de animație din istorie.

## Muzica
Elton John și Tim Rice au compus cinci melodii originale în film, cu Elton John interpretând Can You Feel The Love Tonight la sfârșit. Hans Zimmer a contribuit și el cu o coloană sonoră iar Lebo M a fost coordonatorul corului african. Muzica a câștigat premiul de Cea mai bună coloană sonoră și Cea mai bună melodie atât la Premiile Oscar cât și la Globurile de Aur. Trei melodii din film (Can You Feel The Love Tonight, The Circle of Life, și Hakuna Matata) au fost nominalizate simultan la Premiile Oscar.

### Melodii
Acestea sunt melodiile din film, ordonate în ordinea apariției:
- „Circle of Life”, interpretată de Carmen Twillie, cu voci africane din partea lui Lebo M și corul său. Melodia este auzită la începutul filmului când noul născut Simba este prezentat animalelor. Melodia este de asemenea reluată la sfârșitul filmului.
- „The Morning Report”, o melodie care nu a fost inclusă în filmul inițial (a fost compusă pentru muzicalul de pe Broadway), a fost adăugată și animată în ediția DVD din 2003. Interpretată de Zazu (Rowan Atkinson), Mufasa (James Earl Jones) și Simba (Evan Saucedo), scena este o prelungire a scenei din filmul original unde Zazu îi aduce lui Mufasa raportul de dimineață.
- „I Just Can't Wait To Be King” este interpretată de micul Simba (Jason Weaver), mica Nala (Laura Williams) și Zazu (Rowan Atkinson). Simba folosește acest număr muzical în film pentru a-l distrage pe Zazu în așa fel încât ei să se furișeze în cimitirul de elefanți.
- „Be Prepared” este interpretată de Scar (Jeremy Irons), Shenzi (Whoopi Goldberg), Banzai (Cheech Martin) și Ed (Jim Cummings). În această scenă, Scar își dezvăluie planul de a-i ucide pe Mufasa și pe Simba.
- „Hakuna Matata” este interpretată de Timon (Nathan Lane), Pumbaa (Ernie Sabella) și Simba (Jason Weaver ca pui și de Joseph Williams ca adult). Timon și Pumbaa folosesc această melodie ca un călduros bun venit lui Simba în jungla lor.
- „Can You Feel The Love Tonight” este o melodie de dragoste intepretată de Simba (Joseph Williams), Nala (Sally Dworsky), Timon (Nathan Lane) și Pumbaa (Ernie Sabella). Această secvență muzicală arată frustrarea lui Timon și Pumbaa pentru îndrăgostirea lui Simba și pentru formarea relației lui cu Nala. Melodia a câștigat premiul Oscar pentru cea mai bună melodie.

### Coloana sonoră și alte albume
Coloana sonoră originală a filmului a fost lansată pe 13 iulie, 1994 de către Walt Disney Records.
La 28 februarie, 1995 Disney a lansat un album intitulat Rhythm of the Pride Lands care conține piese compuse dar care nu au fost incluse în film. Majoritatea melodiilor sunt compuse de Lebo M. Câteva melodii de pe album vor fi folosite în proiectele Lion King viitoare. Rhythm of the Pride Lands a fost lansat într-o ediție foarte limitată. Cu toate acestea, a fost relansat în 2003 alături de o ediție specială a coloanei sonore originale.